# Asread
Asread Co., Ltd (株式会社アスリード Kabushiki-gaisha Asurīdo), còn được viết là asread., là một xưởng phim hoạt hình của Nhật Bản được thành lập vào năm 2003 bởi các thành viên cũ từ Xebec.

## Tác phẩm

### Anime truyền hình
| Tên                                                                  | Thời gian phát sóng | Thời gian phát sóng | Số tập | Đạo diễn           | Ghi chú                                                                                         |
| Tên                                                                  | Bắt đầu             | Kết thúc            | Số tập | Đạo diễn           | Ghi chú                                                                                         |
| -------------------------------------------------------------------- | ------------------- | ------------------- | ------ | ------------------ | ----------------------------------------------------------------------------------------------- |
| Shuffle!                                                             | 7 tháng 7, 2005     | 5 tháng 1, 2006     | 24     | Hosoda Naoto       | Chuyển thể từ visual novel cùng tên của Navel.                                                  |
| Shuffle! Memories                                                    | 7 tháng 1, 2007     | 25 tháng 3, 2007    | 12     | Hosoda Naoto       | Chuyển thể lại từ visual novel.                                                                 |
| Minami-ke: Okawari                                                   | 6 tháng 1, 2008     | 30 tháng 5, 2008    | 13     | Hosoda Naoto       | Chuyển thể từ manga của Sakubara Koharu.                                                        |
| Ga-Rei: Zero                                                         | 5 tháng 10, 2008    | 21 tháng 12, 2008   | 12     | Aoki Ei            | Chuyển thể từ manga của Segawa Hajime. Đồng sản xuất với AIC Spirits.                           |
| Minami-ke: Okaeri                                                    | 4 tháng 1, 2009     | 29 tháng 3, 2009    | 13     | Oikawa Kei         | Phần tiếp theo của Minami-ke: Okawari.                                                          |
| Mirai Nikki                                                          | 10 tháng 10, 2011   | 16 tháng 4, 2012    | 26     | Hosoda Naoto       | Chuyển thể từ manga cùng tên của Esuno Sakae.                                                   |
| Yūsha ni narenakatta ore wa shibushibu shūshoku o ketsui shimashita. | 5 tháng 10, 2013    | 21 tháng 12, 2013   | 12     | Yoshimoto Kinji    | Chuyển thể từ light novel Sakyou Jun.                                                           |
| Big Order                                                            | 16 tháng 4, 2016    | 18 tháng 4, 2016    | 10     | Kamanaka Nobuharu  | Chuyển thể từ manga của Esuno Sakae.                                                            |
| Lord of Vermilion: Guren no Ō                                        | 13 tháng 7, 2018    | 28 tháng 9, 2018    | 12     | Suganuma Eiji      | Chuyển thể từ trò chơi arcade Lord of Vermilion của Square Enix. Đồng sản xuất với Tear Studio. |
| Arifureta Shokugyō de Sekai Saikyō                                   | 8 tháng 7, 2019     | 21 tháng 10, 2019   | 13     | Yoshikoto Kinji    | Chuyển thể từ light novel của Shirakome Ryo. Đồng sản xuất với White Fox.                       |
| Megami-ryō no Ryōbo-kun                                              | 14 tháng 7, 2021    | 15 tháng 9, 2021    | 10     | Nakashige Shunsuke | Chuyển thể từ manga cùng tên của Hino Ikumi.                                                    |
| Arifureta Shokugyō de Sekai Saikyō (mùa 2)                           | 13 tháng 1, 2022    | 31 tháng 3, 2022    | 12     | Iwanaga Akira      | Phần tiếp theo của Arifureta Shokugyō de Sekai Saikyō. Đồng sản xuất với Studio Mother.         |
| Arifureta Shokugyō de Sekai Saikyō (mùa 3)                           | tháng 10, 2024      |                     |        | Iwanaga Akira      | Phần tiếp theo của Arifureta Shokugyō de Sekai Saikyō.                                          |

### OVA
| Tên                                                                  | Đạo diễn          | Ngày phát hành                       | Số tập |
| -------------------------------------------------------------------- | ----------------- | ------------------------------------ | ------ |
| Minami-ke: Betsubara                                                 | Oikawa Kei        | 23 tháng 6, 2009                     | 1      |
| Corpse Party: Missing Footage                                        | Iwanaga Akira     | 2 tháng 8, 2012                      | 1      |
| Corpse Party: Tortured Souls                                         | Iwagana Akira     | 24 tháng 7, 2013                     | 4      |
| Mirai Nikki: Redial                                                  | Hosoda Naoto      | 19 tháng 6, 2013                     | 1      |
| Yūsha ni narenakatta ore wa shibushibu shūshoku o ketsui shimashita. | Kinji Yoshimoto   | 9 tháng 3, 2014                      | 1      |
| Big Order                                                            | Kamanaka Nobuharu | 3 tháng 10, 2015                     | 1      |
| Arifureta                                                            | Yoshimoto Kinji   | 25 tháng 12, 2019 — 26 tháng 2, 2020 | 2      |

### ONA
| Tên                          | Đạo diễn     | Ngày phát hành                        | Số tập | Nguồn  |
| ---------------------------- | ------------ | ------------------------------------- | ------ | ------ |
| Busō Chūgakusei: Basket Army | Higa Romanov | 22 tháng 12, 2011 — 20 tháng 12, 2012 | 5      | [ 11 ] |